# Андросов Андрій Анатолійович
Андрій Анатолійович Андросов (нар. 12 січня 1968) — радянський та український футболіст, нападник.

## Життєпис
Вихованець одеського «Чорноморця», перший тренер — С. Семенов. Футбольну кар'єру розпочав під час служби в радянській армії в команді СКА (Одеса). У 1988 році виступав у дублі одеського «Чорноморця». Потім грав в аматорських командах Одеської області.
У 1994 році провів сезон у вищій лізі Фінляндії, виступаючи в клубі ОЛС (Оулу), а вже наступного року дебютував у вищій лізі чемпіонату України як гравець «Миколаєва». Перший матч: 04.03.1995, СК «Миколаїв» — «Верес», 1:0.
Провівши один рік в Миколаєві, футболіст на початку 1996 року перебрався до Маріуполя, де з місцевим «Металургом» за три сезони пройшов шлях з другої ліги до вищої. Потім виступав на аматорському рівні.